# Competición (juego)
La competición es una disposición en la práctica de un juego o actividad con la que se evalúa el juego de los participantes. Se suele obtener como resultado una clasificación de ganadores y otorgar algún tipo de reconocimiento para los mejores, tal como un trofeo, premio económico o título, en función del cumplimiento de un objetivo. Una competición se distingue del juego practicado con una mera finalidad recreativa, donde no se determina objetivo ni honor alguno.
Los deportes, los juegos de mesa y los videojuegos se practican a menudo de manera competitiva. También existen competiciones académicas y artísticas.
Algunas competiciones requieren un número elevado de encuentros o pruebas, que se desarrollan de forma continua a lo largo de toda una temporada (normalmente durante un año o semestre). En otros casos se obtiene un ganador con el menor número de enfrentamientos para poderlo desarrollar en un tiempo reducido, o bien intercalados con la competición regular principal a lo largo de toda la temporada. Una competición en solitario es aquella en la que el único participante debe lograr cierto objetivo, sin la presencia de rivales.
Típicamente, las competiciones son protagonizadas por personas. Algunas competiciones exigen la utilización de vehículos o animales, en tanto que otras las realizan robots. Originalmente, las competiciones se realizaban dentro de un espacio físico, sea en un campo de juego o sobre una mesa. A partir del surgimiento de los videojuegos, se pueden desarrollar competiciones en espacios virtuales , por lo que pueden competir entre sí personas y seres artificiales.
Diferentes organizaciones celebran competiciones oficiales. Un ejemplo es la Federación Internacional de Fútbol Asociación (FIFA), que organiza la Copa Mundial de Fútbol en el que participan equipos nacionales de todo el planeta. Las competiciones organizadas van desde la alta competición profesional a las competiciones semiprofesionales, universitarias, liceales y escolares. Asimismo, aficionados compiten solos o entre sí de manera informal.

## Historia
La primera competición deportiva conocida son los Juegos Olímpicos, que se celebraron en Grecia desde el año 776 a. C. hasta el año 394 d. C., cuando los prohibió Teodosio I. En épocas posteriores, las competiciones deportivas han ido aumentando en número debido a la invención de muchos deportes; un ejemplo es el baloncesto, inventado por el Dr. James Naismith.

## Sistemas de campeonatos
Existen juegos que se practican de manera individual, por parejas (o dobles) y en equipo. En cada modalidad, la forma de enfrentamiento es distinta.

### Calificación individual
Cada competidor tiene que realizar una prueba independiente de la que se deriva una calificación. La calificación puede ser una marca alcanzada (por ejemplo: en atletismo, una altura superada en salto de altura o una longitud alcanzada en lanzamiento de peso) o una puntuación otorgada por un árbitro o juez (por ejemplo: las notas en gimnasia).
Cuando la puntuación se basa en una valoración humana, siempre existe un grado de subjetividad. En otros casos, la puntuación es objetiva, por ejemplo un gol en fútbol, que se determina cuando el balón entra a la portería rival, y el árbitro debe observar esa condición para indicar la anotación.
A pesar de su carácter individual, las pruebas se desarrollan en el contexto de reuniones o encuentros en los que participa un cierto número de competidores. Concluidas las pruebas se dispone una lista ordenada de calificaciones encabezada por el correspondiente ganador.

### Carreras

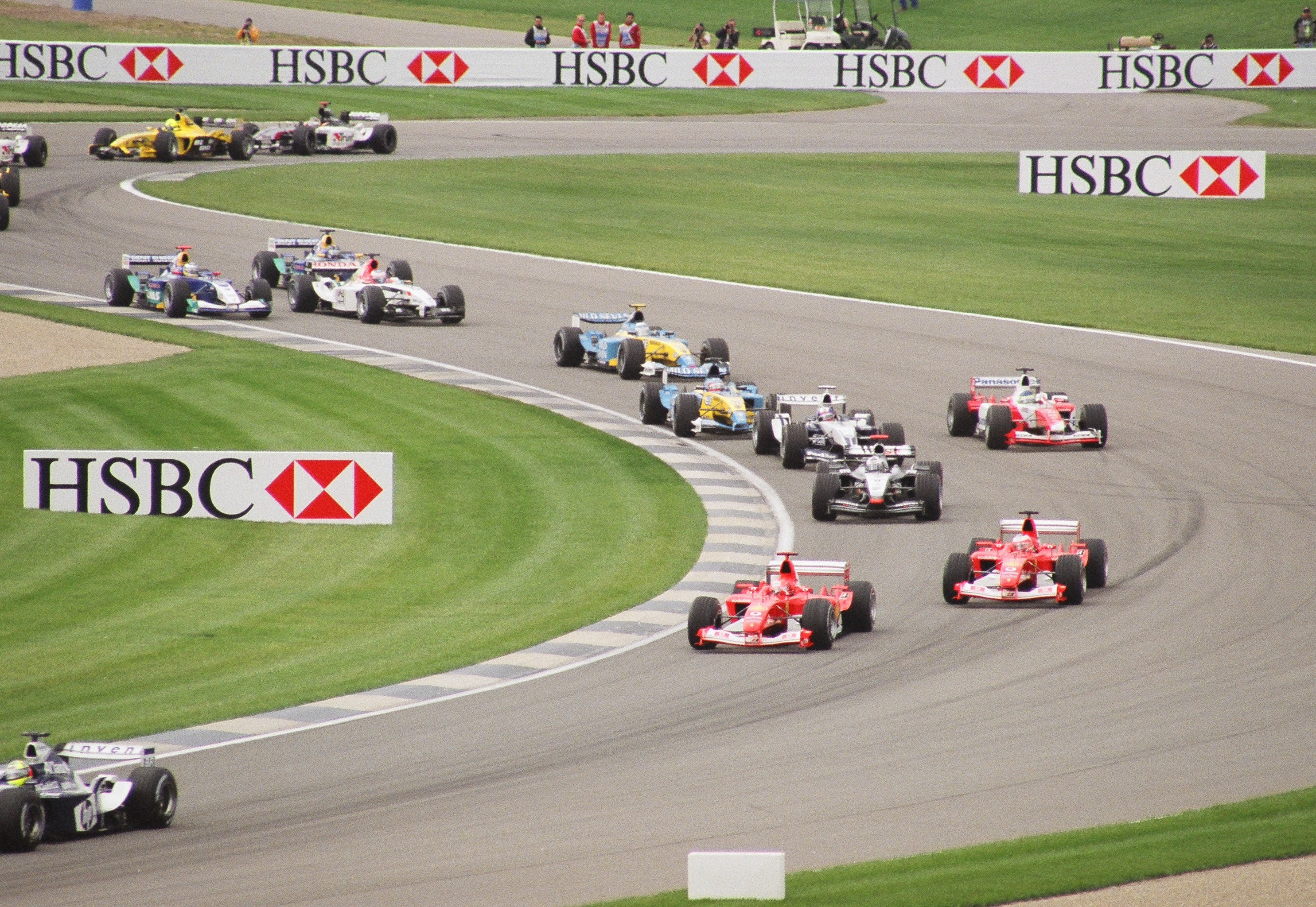
Carrera de Fórmula 1.

Con excepción del Rally y el Rally Raid, todos los competidores de una carrera se enfrentan de forma simultánea sobre la pista. Cada competidor percibe en tiempo real su posición, y puede ajustar su esfuerzo en función de la situación de sus competidores en cada momento. En este caso, se puede observar a simple vista quién es el ganador: el competidor con el menor tiempo es el primero en superar la línea de meta.
En las pruebas de velocidad de atletismo, en natación de piscina o en remo, no suele haber interacción física entre los competidores, porque cada uno dispone de su propia calle o carril, y tiene prohibido abandonarla para entorpecer físicamente a los contrarios.
En numerosas disciplinas de motociclismo y automovilismo, en el ciclismo en carretera, en vela o en las pruebas de fondo en atletismo y natación, todos los participantes comparten una misma área de carrera y entonces sí existe esa complicación, y los adelantamientos constituyen un elemento de dificultad y por tanto de técnica y estrategia.
Un campeonato se puede definir mediante la combinación de los resultados de varias carreras.

### Título
En este sistema, un competidor tiene que desafiar al actual campeón a ganar el campeonato. Cualquier competidor puede desafiar al campeón en cualquier momento. Esta forma de campeonato se utiliza en el boxeo, la lucha y otros deportes de combate.

### Partidos a dos
En muchos juegos, se compite por enfrentamiento entre dos personas o equipos. En cada partido hay un ganador y un perdedor. Dependiendo del deporte en cuestión se puede admitir también la posibilidad de un empate en igualdad, sin ganador ni perdedor, mientras que en los demás hay algún sistema de desempate.
Un partido puede estar dividido en varias partes:
- Tiempos (primer tiempo, segundo tiempo, etc.): Es una mera división temporal, proporcionando un periodo de descanso entre uno y otro. El marcador es acumulativo y se conserva entre tiempos. Es el modelo en deportes de equipo como fútbol, baloncesto y balonmano.
- Sets: Periodos con marcador independiente. El tanteo final del partido viene dado por los sets ganados por uno y otro contendientes. Se emplea en tenis, voleibol y bádminton.

La competición entre todos los participantes se desarrolla por medio de múltiples enfrentamientos a dos, para obtener finalmente una clasificación de los competidores.

#### Sistema de liga o liguilla
Todos los competidores se tienen que enfrentar a cada uno de los demás, como mínimo en una ocasión. A lo largo de la competición, los equipos van sumando puntos en función de sus resultados en cada enfrentamiento; por lo general se otorgan dos o tres puntos por una victoria, cero en caso de derrota y un punto para cada contendiente en caso de empate. De este modo, se establece una tabla donde los competidores quedan clasificados en función de los puntos acumulados a lo largo de la liga. 
Si se trata de una liga a doble partido (o doble vuelta), significa que los competidores se enfrentan entre ellos en dos ocasiones: un partido en la cancha propia y otro en la del oponente, compensando así la posible ventaja del factor campo. En este caso, el número de partidos (o jornadas) es elevado y por ello es el sistema que se suele emplear en una competición larga durante toda la temporada anual.

#### Sistema suizo
El sistema suizo consiste en la confrontación, individual o por equipos, durante un número prefijado de rondas. Aunque él puede tener carácter eliminatorio, lo usual es que todos los competidores participen en todas las rondas. En realidad, el sistema de eliminatorias viene a ser una variante del sistema suizo.
La puntuación de cada uno, en cada ronda, determina la asignación del rival, que debe tener esa misma puntuación o lo más cercana posible. De este modo, se va produciendo un efecto de filtrado y una paulatina ponderación de todos los competidores.
Con un número relativamente reducido de rondas es posible obtener una clasificación general. Por ejemplo, una competición entre 64 jugadores necesita 6 rondas para obtener el campeón y para clasificar al resto. Es cierto que esta clasificación puede ser más fiable, más refinada, cuantas más rondas se añadan.
La eficacia del sistema se incrementa si todos los competidores son ordenados inicialmente según su fuerza teórica y si este orden inicial se toma en cuenta en los emparejamientos subsiguientes.

#### Sistema de eliminatorias
Todos los competidores van enfrentándose por parejas, pero en este caso los perdedores de los encuentros van abandonando la competición y el número de participantes se reduce en cada nueva ronda de partidos, llegando a un partido final (la Final) entre los dos últimos supervivientes. Cada eliminatoria puede ser a partido único o de doble partido.
El campeón sí es así el ganador de todos los ganadores, pero el azar en los emparejamientos puede hacer que un equipo resulte eliminado prematuramente en una posición poco acorde con su potencial. Si los dos equipos potencialmente finalistas coinciden en las primeras fases, el subcampeón acabaría siendo un tercero, más beneficiado por el orden de los enfrentamientos. Para evitar esto se suele hacer sorteos dirigidos o con cabezas de serie evitando que los mejores se enfrenten en primeras rondas.
Las competiciones denominadas de Copa suelen emplear estos sistemas de eliminación.
En algunos torneos de eliminación directa, cada cruce se define a varios encuentros. En fútbol, es común que deben jugarse dos partidos para determinar quién es el vencedor; es el caso de la Liga de Campeones de la UEFA y la Copa Libertadores de América. En baloncesto es habitual que las llaves se definan a cinco o siete partidos, y en béisbol hasta nueve partidos.
En algunos torneos, generalmente llamados abiertos, se abre la inscripción a un gran número de participantes que son sometidos a una fase previa de clasificación por eliminatorias para reducir rápidamente el número. Los jugadores de más nivel se incorporan rondas avanzadas, para evitar que se desgasten de los partidos de clasificación ante rivales excesivamente débiles.

#### Sistemas mixtos
Es posible combinar en distintas fases de una misma competición el sistema de liguilla y el de eliminatorias. Se emplean distintas combinaciones:
- Fase regular y fase final: Sistema de liga durante la temporada regular, y una segunda fase en la que participan los equipos mejor clasificados. Esa fase final puede disputarse como una liguilla reducida o como una eliminatoria.
- Competición por grupos: Las primeras fases de clasificación se pueden desarrollar por el sistema de liguilla, pero en este caso se hacen grupos para reducir el número de enfrentamientos. Los mejores clasificados en cada grupo pasan a competir en la fase posterior.